# 華盛頓縣 (內布拉斯加州)
華盛頓縣（英語：Washington County）是美国內布拉斯加州東部的一個縣，東隔密苏里河與艾奥瓦州相望，面積1,020平方公里。根據2020年美國人口普查，共有人口20,865人。縣治布萊爾。該縣成立於1854年，是該州最早的八個縣之一。縣名是紀念首任美国总统乔治·华盛顿。